# Bruno Kernen (sciatore 1961)
Bruno Kernen (25 marzo 1961) è un ex sciatore alpino svizzero; a volte è indicato come Bruno Kernen I per distinguerlo dall'omonimo sciatore nato nel 1972.

## Biografia
Specialista delle prove veloci originario di Schönried di Saanen, Bruno Kernen ottenne il primo risultato internazionale in occasione degli Europei juniores di Achenkirch 1979, dove vinse la medaglia di bronzo nella discesa libera; in Coppa Europa nella stagione 1980-1981 fu 3º nella classifica dello slalom gigante, mentre in Coppa del Mondo ottenne il primo piazzamento di rilievo il 5 dicembre 1982 sulle nevi di Pontresina, giungendo 13º in discesa libera, e conquistò l'unico successo in carriera il 21 marzo 1983 sul prestigioso tracciato della Streif di Kitzbühel nella medesima specialità, davanti al canadese Steve Podborski e al connazionale Urs Räber.
Ottenne così il suo primo podio nel circuito, nel quale il 2 marzo 1985 a Furano si aggiudicò il suo secondo e ultimo podio piazzandosi 3º ancora in discesa libera dietro al canadese Todd Brooker e al tedesco occidentale Sepp Wildgruber. Colse l'ultimo piazzamento della sua attività agonistica il 23 febbraio 1986, piazzandosi al 12º posto nella combinata di Coppa del Mondo disputata a Åre; non prese parte a rassegne olimpiche né ottenne piazzamenti ai Campionati mondiali.

## Palmarès

### Europei juniores
- 1 medaglia[1][2]
  - 1 bronzo (discesa libera ad Achenkirch 1979)

### Coppa del Mondo
- Miglior piazzamento in classifica generale: 22º nel 1983
- 2 podi (entrambi in discesa libera):
  - 1 vittoria
  - 1 terzo posto

#### Coppa del Mondo - vittorie
| Data          | Località  | Paese   | Specialità |
| ------------- | --------- | ------- | ---------- |
| 21 marzo 1983 | Kitzbühel | Austria | DH         |

Legenda:

DH = discesa libera